# Підставківська сільська рада
Підста́вківська сільська́ ра́да — адміністративно-територіальна одиниця та орган місцевого самоврядування в Золотоніському районі Черкаської області. Адміністративний центр — село Підставки.

## Загальні відомості
- Населення ради: 465 особи (станом на 2023 рік)

## Населені пункти
Сільській раді підпорядковані населені пункти:
- с. Підставки

## Склад ради
Рада складається з 12 депутатів та голови.
- Голова ради: Пустовіт Григорій Григорович
- Секретар ради: Сергієнко Інна Віталіївна

### Керівний склад попередніх скликань
| Прізвище, ім'я, по батькові      | Основні відомості                                                             | Дата обрання | Дата звільнення |
| -------------------------------- | ----------------------------------------------------------------------------- | ------------ | --------------- |
| Романенко Григорій Олександрович | Сільський голова, 1955 року народження, безпартійний                          | 26.03.2006   | 31.10.2010      |
| Пустовіт Григорій Григорович     | Сільський голова, 1972 року народження, освіта середня загальна, безпартійний | 31.10.2010   |                 |

Примітка: таблиця складена за даними сайту Верховної Ради України

### Депутати
За результатами місцевих виборів 2010 року депутатами ради стали:

#### За суб'єктами висування
| Суб'єкт висування            | Кількість обраних депутатів | %    |
| ---------------------------- | --------------------------- | ---- |
| Самовисування                | 10                          | 83,3 |
| Партія регіонів              | 1                           | 8,3  |
| Соціалістична партія України | 1                           | 8,3  |

#### За округами
| № округу                     | Прізвище, ім'я, по батькові   | Дата визнання обраним | Освіта             | Партійна приналежність | Відомості про обраного депутата           |
| ---------------------------- | ----------------------------- | --------------------- | ------------------ | ---------------------- | ----------------------------------------- |
| Партія регіонів              |                               |                       |                    |                        |                                           |
| 4                            | Скорик Анатолій Іванович      | 05.11.2010            | вища               | член Партії регіонів   | ВАТ «Теплокомуненерго», кочегар           |
| Соціалістична партія України |                               |                       |                    |                        |                                           |
| 10                           | Постоух Віталій Валерійович   | 05.11.2010            | середня            | позапартійний          | приватний підприємець, реалізатор         |
| Самовисування                |                               |                       |                    |                        |                                           |
| 1                            | Пузь Наталія Михайлівна       | 05.11.2010            | середня            | член Партії регіонів   | ПСП «Плешкані», оператор маш.доїння       |
| 2                            | Бабенко Віталій Іванович      | 05.11.2010            | вища               | позапартійний          | Підставківський НВК, директор             |
| 3                            | Кавун Валентина Григорівна    | 05.11.2010            | середня спеціальна | позапартійна           | Підставківський НВК, вчитель              |
| 5                            | Кива Володимир Миколайович    | 05.11.2010            | середня            | позапартійний          | ПСП «Плешкані», водій                     |
| 6                            | Романюк Ніна Василівна        | 05.11.2010            | вища               | позапартійна           | Підставківська с/р, секретар              |
| 7                            | Демченко Світлана Анатоліївна | 05.11.2010            | середня спеціальна | позапартійна           | Підставківська с/р, спеціаліст            |
| 8                            | Пустовіт Василь Васильович    | 05.11.2010            | середня            | позапартійний          | пенсіонер                                 |
| 9                            | Свириденко Микола Васильович  | 05.11.2010            | середня            | позапартійний          | ПСП «Плешкані», тракторист                |
| 11                           | Новікова Надія Михайлівна     | 05.11.2010            | середня            | позапартійна           | тимчасово не працює                       |
| 12                           | Романенко Лілія Віталіївна    | 05.11.2010            | середня            | член Партії регіонів   | ПСП «Плешкані», оператор машинного доїння |